# Bärbel Podeswa
Bärbel Podeswa (geb. Weidlich; * 8. Dezember 1946 in Naumburg (Saale)) ist eine ehemalige deutsche Hürdenläuferin und Sprinterin, die in den 1960er Jahren für die DDR startete.

## Leben
1968 gewann sie bei den Europäischen Hallenspielen in Madrid Silber über 50 Meter Hürden.
Bei den Europameisterschaften 1969 in Athen gewann sie die Goldmedaille in der 4-mal-100-Meter-Staffel mit der Mannschaft der DDR in 43,6 s (zusammen mit Renate Meißner, Regina Höfer und Petra Vogt) und wurde Zweite im 100-Meter-Hürdenlauf (13,6 s).
Bärbel Podeswa ist 1,60 m groß und wog in ihrer aktiven Zeit 56 kg. Sie startete für den SC Chemie Halle. 1970 wurde sie mit dem Vaterländischen Verdienstorden in Bronze ausgezeichnet.

## Persönliche Bestzeiten
- 100 m: 11,4 s, 1. August 1969, Berlin
- 100 m Hürden: 12,8 s, 28. Juni 1972, Warschau